# Adinandra myrioneura
Adinandra myrioneura är en tvåhjärtbladig växtart som beskrevs av Clarence Emmeren Kobuski. Adinandra myrioneura ingår i släktet Adinandra och familjen Pentaphylacaceae. Inga underarter finns listade i Catalogue of Life.